# العلاقات الفرنسية الكينية
العلاقات الفرنسية الكينية هي العلاقات الثنائية التي تجمع بين فرنسا وكينيا.

## مقارنة بين البلدين
هذه مقارنة عامة ومرجعية للدولتين:
| وجه المقارنة                                              | فرنسا                                                    | كينيا                         |
| --------------------------------------------------------- | -------------------------------------------------------- | ----------------------------- |
| المساحة (كم2)                                             | 643.80 ألف                                               | 581.31 ألف                    |
| عدد السكان (نسمة)                                         | 67.12 مليون                                              | 48.47 مليون                   |
| الكثافة السكانية (ن./كم²)                                 | 104.26                                                   | 83.38                         |
| العاصمة                                                   | باريس                                                    | نيروبي                        |
| اللغة الرسمية                                             | لغة فرنسية                                               | اللغة السواحلية، لغة إنجليزية |
| العملة                                                    | يورو، فرنك س ف ب، فرنك فرنسي، Livre tournois ‏            | شيلينغ كيني                   |
| الناتج المحلي الإجمالي (بليون دولار)                      | 2.58 تريليون                                             | 74.94 مليار                   |
| الناتج المحلي الإجمالي (تعادل القوة الشرائية) بليون دولار | 2.87 تريليون                                             | 142.24 مليار                  |
| الناتج المحلي الإجمالي الاسمي للفرد دولار أمريكي          | 36.20 ألف                                                | 1.38 ألف                      |
| الناتج المحلي الإجمالي للفرد دولار أمريكي                 | 39.33 ألف                                                | 2.95 ألف                      |
| مؤشر التنمية البشرية                                      | 0.888                                                    | 0.548                         |
| رمز المكالمات الدولي                                      | +33                                                      | +254                          |
| رمز الإنترنت                                              | .fr، .bzh ‏، .tf، .re، .wf، .yt، .pm، .paris              | .ke                           |
| المنطقة الزمنية                                           | أوروبا/باريس ‏، توقيت وسط أوروبا، توقيت وسط أوروبا الصيفي | ت ع م+03:00                   |

## منظمات دولية مشتركة
يشترك البلدان في عضوية مجموعة من المنظمات الدولية، منها:
| علم المنظمة | اسم المنظمة                               | تاريخ انضمام فرنسا | تاريخ انضمام كينيا |
| ----------- | ----------------------------------------- | ------------------ | ------------------ |
|             | مؤسسة التنمية الدولية                     | 30 ديسمبر 1960     | 3 فبراير 1964      |
|             | يونسكو                                    | 4 نوفمبر 1946      | 7 أبريل 1964       |
|             | وكالة ضمان الاستثمار متعدد الأطراف        | 28 ديسمبر 1989     | 28 نوفمبر 1988     |
|             | الأمم المتحدة                             | 24 أكتوبر 1945     | 16 ديسمبر 1963     |
|             | الفريق المعني برصد الأرض                  | ?                  | ?                  |
|             | الاتحاد البريدي العالمي                   | ?                  | ?                  |
|             | البنك الدولي للإنشاء والتعمير             | 27 ديسمبر 1945     | 3 فبراير 1964      |
|             | الاتحاد الدولي للاتصالات                  | 1866               | 11 أبريل 1964      |
|             | منظمة حظر الأسلحة الكيميائية              | ?                  | ?                  |
|             | مؤسسة التمويل الدولية                     | 20 يوليو 1956      | 3 فبراير 1964      |
|             | المركز الدولي لتسوية المنازعات الاستشارية | 20 سبتمبر 1967     | 2 فبراير 1967      |
|             | منظمة التجارة العالمية                    | 1995               | 1995               |
|             | منظمة الشرطة الجنائية الدولية             | ?                  | ?                  |
|             | البنك الإفريقي للتنمية                    | ?                  | ?                  |

## وصلات خارجية
- موقع وزارة الخارجية الفرنسية
- موقع وزارة الخارجية الكينية